# Lézat
Lézat is een plaats en voormalige gemeente in het Franse departement Jura in de regio Bourgogne-Franche-Comté en telt 196 inwoners (1999). De plaats maakt deel uit van het arrondissement Saint-Claude.

## Geschiedenis
Op 1 januari 2016 fuseerde de gemeente met Morez en La Mouille tot de commune nouvelle Hauts de Bienne.

## Geografie
De oppervlakte van Lézat bedraagt 5,7 km², de bevolkingsdichtheid is 34,4 inwoners per km².
De onderstaande kaart toont de ligging van Lézat met de belangrijkste infrastructuur en aangrenzende gemeenten.

## Demografie
Onderstaande figuur toont het verloop van het inwonertal.
Lézat · Morez · La Mouille